# Parosteodes fictiliaria
Espèce
Synonymes
- Aspilates dissutata Walker, 1862[1]
- Panagra ferritinctaria Walker, 1861[1]
- Panagra fictiliaria Guenée, 1857[1]
- Tephrina procurata Walker, 1861[1]
- Tephrinopsis plana Warren, 1898[1]

Parosteodes fictiliaria est une espèce d'insectes lépidoptères de la famille des Geometridae originaire de l'Est de l'Australie et de l'île Lord Howe.
Il a une envergure d'environ 20 mm.